# 卡斯泰特邦
卡斯泰特邦（法語：Castetbon，法語發音：[kastɛtbɔ̃]）是法国大西洋比利牛斯省的一个市镇，属于奥洛龙-圣玛丽区。

## 地理
卡斯泰特邦（43°23'8"N, 0°47'18"W）面积14.2 平方千米，位于法国新阿基坦大区大西洋比利牛斯省，该省份为法国东南部省份，涵盖了贝阿恩与北巴斯克，西临大西洋比斯開灣，北至朗德省，东北接热尔省，东临上比利牛斯省，南与西班牙接壤。
与卡斯泰特邦接壤的市镇（或旧市镇、城区）包括：欧多克斯、卢比安、纳尔普、奥里于勒、奥桑克斯、奥藏克斯-蒙泰斯特吕克。

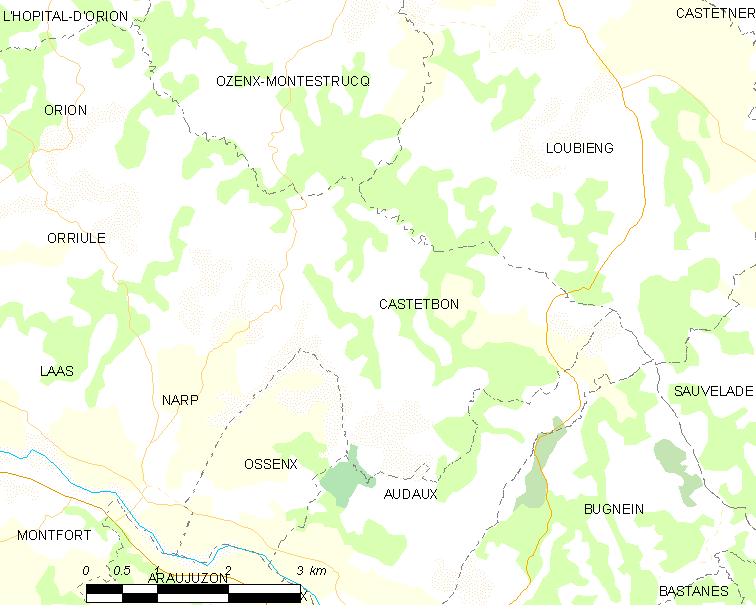
卡斯泰特邦的OSM定位图

卡斯泰特邦的时区为UTC+01:00、UTC+02:00（夏令时）。

## 行政
卡斯泰特邦的邮政编码为64190，INSEE市镇编码为64176。

## 政治
卡斯泰特邦所属的省级选区为奥尔泰兹-激流与盐之地县。

## 人口

1962-2008年间卡斯泰特邦人口变化图示

卡斯泰特邦于2022年1月1日时的人口数量为152人。